# Philodoria pipturiana
Philodoria pipturiana là một loài loài bướm thuộc họ Gracillariidae. Đây là loài đặc hữu của Hawaii.
Ấu trùng ăn các loài Pipturus. Có khả năng chúng ăn lá cây nơi chúng sống.